# Summer Carnival ’92: Recca
Summer Carnival ’92: Recca (jap.: サマーカーニバル'92 烈火) ist ein 2D-Shoot-’em-up-Videospiel der Firma Naxat Soft, das von KID Corp. für das Nintendo Entertainment System entwickelt wurde. Es ist dafür bekannt, eines der am schnellsten laufenden Spiele auf dem originalen Nintendo zu sein und die Plattform mit dem schnellen Gameplay und den vielen Kugeln, die gleichzeitig auf dem Bildschirm erscheinen, an seine Grenzen zu bringen. Es zeigt schon einige Merkmale der in der PlayStation-Ära aufkommenden Bullet-Hell-Shooter.

## Spielprinzip
Summer Carnival ’92: Recca spielt sich wie ein typisches vertikal-scrollendes Shoot ’em up: Der Spieler steuert ein kleines Raumschiff, mit dem er sich der zahllosen Feinden erwehren muss, die im Laufe des Spieles auf ihn zufliegen. Die anfangs spärliche Bewaffnung des Raumschiffs lässt sich durch aufsammelbare Upgrades im Laufe des Spiels verbessern. Dies ist angesichts der zahllosen Gegner auch dringend nötig, da ihr Feuer gegen Ende nahezu den gesamten Bildschirm füllt. Zusätzlich steht dem Spieler noch eine begrenzte Anzahl Smartbombs zur Verfügung, mit deren Hilfe sich der ganze Bildschirm mit einem Schlag von Gegnern säubern lässt. Am Ende der Level wartet stets ein gigantischer Bossgegner, dessen man nur mit viel Taktik Herr werden kann.

## Entwicklung
Das Spiel wurde ausschließlich in Japan veröffentlicht und ursprünglich für einen Shoot-’em-up-Wettbewerb des Publishers Naxat Soft entwickelt. Der verantwortliche Entwickler war Shinobu Yagawa, der später Shooter für Raizing entwickelte und schließlich bei Cave unterkam, wo er Shooter wie Ibara, Pink Sweets, Muchi Muchi Pork und Akai Katana entwickelte. Da Summer Carnival für einen Shoot-’em-up-Wettbewerb entwickelt wurde, geht es im Spiel in erster Linie darum, so lange wie möglich zu überleben, und nicht darum, das Spiel komplett durchzuspielen. Zwar ist es möglich, alle vier Level durchzuspielen und so einen schwereren Modus mit sieben Leveln freizuschalten, dies bleibt jedoch aufgrund des hohen Schwierigkeitsgrades und der steilen Lernkurve den absoluten Profis vorenthalten. Das Spiel fand dennoch so großen Anklang, dass Naxat Soft sich entschloss, auch einige Cartridges für den Handel zu produzieren. Somit gelangten einige wenige Cartridges des Spiels in den Einzelhandel und es wurde zu einem der seltensten NES-Spiele überhaupt. Der Käuferkreis war auch deshalb klein, da das Spiel auf dem damals bereits nicht mehr aktuellen NES erschien, der Fokus der Verbraucher im Jahre 1992 aber längst auf dem Super Nintendo lag. Ein Vorteil der späten Veröffentlichung auf der alten Plattform war dagegen, dass die Entwickler das System bereits gut kannten und so das letzte Quäntchen Leistung aus der Hardware kitzeln konnten. 2013 wurde das Spiel dann jedoch für den Nintendo-3DS-E-Shop wiederveröffentlicht und so einem größeren Verbraucherkreis zugänglich.

## Technik
Die für ein NES-Spiel ungewöhnlich hohe Framerate erreichten die Entwickler mit einem Trick: Ähnlich wie bei Contra umging man die Sprite-Limitierung des NES, indem man bestimmte Sprites nur bei jedem zweiten Bild zeigte, also bei 60 fps bei 30 Bildern pro Sekunde.